# جولای بال‌نواری
جولای بال‌نواری (نام علمی: Ploceus angolensis) نام یک گونه از سرده جولاها است.